# Budynek plebanii ewangelicko-augsburskiej przy ulicy Warszawskiej 18 w Katowicach
Budynek plebanii ewangelicko-augsburskiej przy ulicy Warszawskiej 18 w Katowicach – plebania w Katowicach, położona przy ulicy Warszawskiej 18, na terenie dzielnicy Śródmieście. Budynek ten jest siedzibą katowickiej parafii Ewangelicko-Augsburskiej, a oddano go do użytku w 1875 roku. Wpisany jest do rejestru zabytków nieruchomych.

## Historia

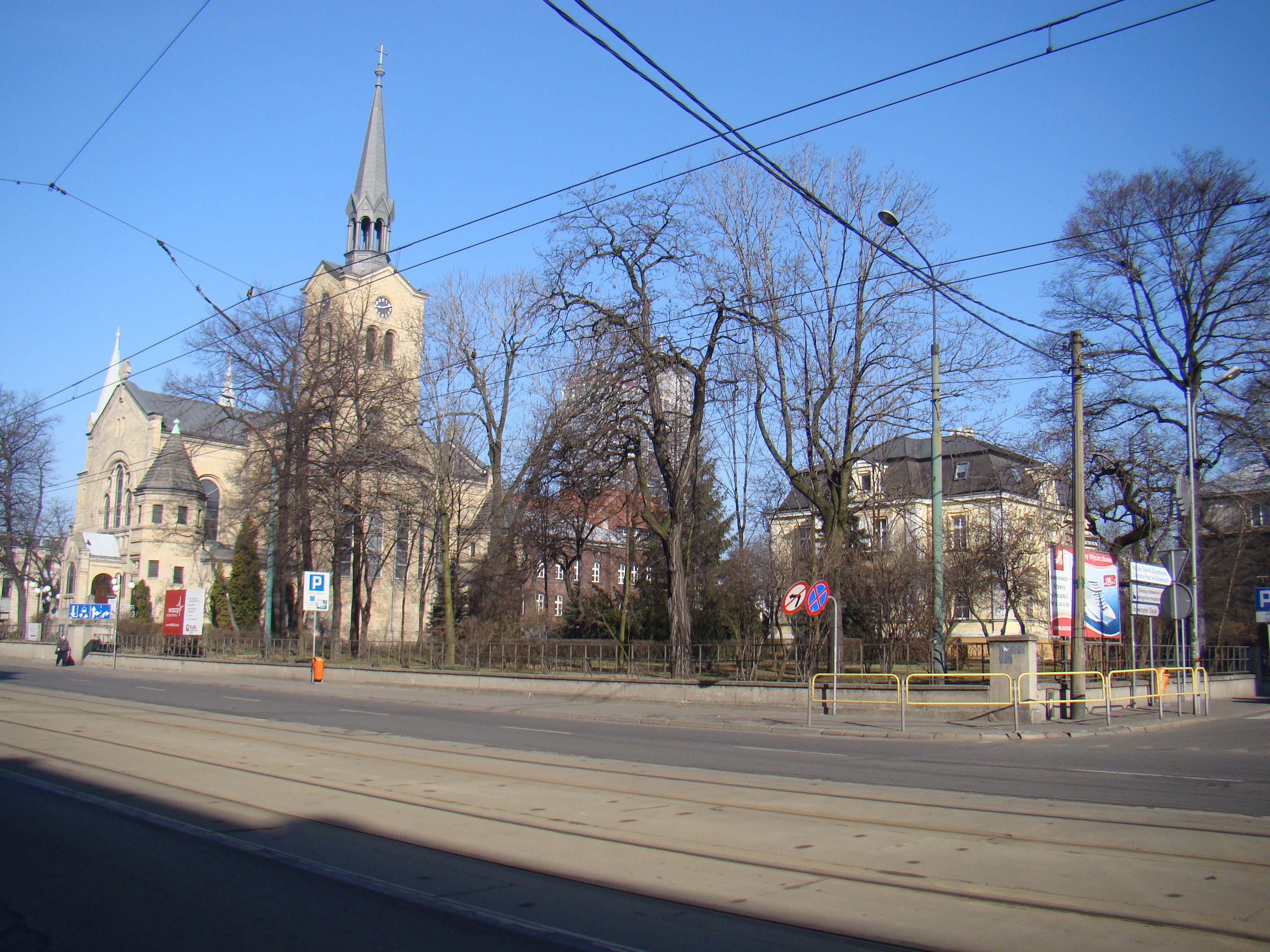
Kościół parafialny wraz z plebanią; widok do ulicy Warszawskiej (2014)

Budynek plebanii został oddany do użytku 28 września 1875 roku jako obiekt katowickiej parafii ewangelickiej, która uzyskała osobowość prawną w 1856 roku. Wybudowany został w sąsiedztwie kościoła Zmartwychwstania Pańskiego, na parceli przy obecnej ulicy Warszawskiej. 
Do 1874 roku plebania parafii ewangelickiej w Katowicach mieściła się w sąsiednim budynku szkolnym, który został uroczyście poświęcony 27 sierpnia 1860 roku, lecz z powodu szybkiego rozwoju szkoły pastor Gotthold Christian Clausnitzer musiał się wyprowadzić. Wzniesienie plebanii sfinansowano z funduszy pozyskanych ze sprzedaży miastu Katowice budynku szkoły.
W 1927 roku odnowiono tynki, a w 1930 roku budynek przebudowano na pierwszym piętrze w związku z założeniem łazienki.
Po wyzwoleniu Katowic z niemieckiej okupacji w styczniu 1945 roku katowiccy ewangelicy na nabożeństwa musieli początkowo uczęszczać do znajdującej się w budynku plebanii sali konfirmacyjnej liczącej około 100 miejsc, gdyż kościół parafialny decyzją władz służył w latach 1945–1946 katolikom. Parter budynku zajął natomiast Państwowy Zakład Wydawnictw Szkolnych, który zagospodarował także piwnice na cele magazynowe. Przedsiębiorstwo to wyremontowało uszkodzony gmach, a w listopadzie 1946 roku oddało budynek parafii ewangelickiej.
2 lutego 1982 roku plebanię wraz z kościołem parafialnym wpisano do rejestru zabytków nieruchomych.
Latem 1993 roku w trakcie remontu budynku plebanii odkryto kilka starych ksiąg z XVI, XVII i XVIIII wieku, m.in. Postyllę Mikołaja Reja czy Cithara Sanctorum ks. Jerzego Trzanowskiego. Odkryto także wydaną w 1563 roku Biblię brzeską, która do Katowic trafiła najprawdopodobniej w drugiej połowie XIX wieku. Po renowacji, 11 kwietnia 1995 roku egzemplarz biblii został uroczyście przekazany parafii ewangelickiej.
Plebania w latach 2005–2006 została kompleksowo wyremontowana.

## Charakterystyka

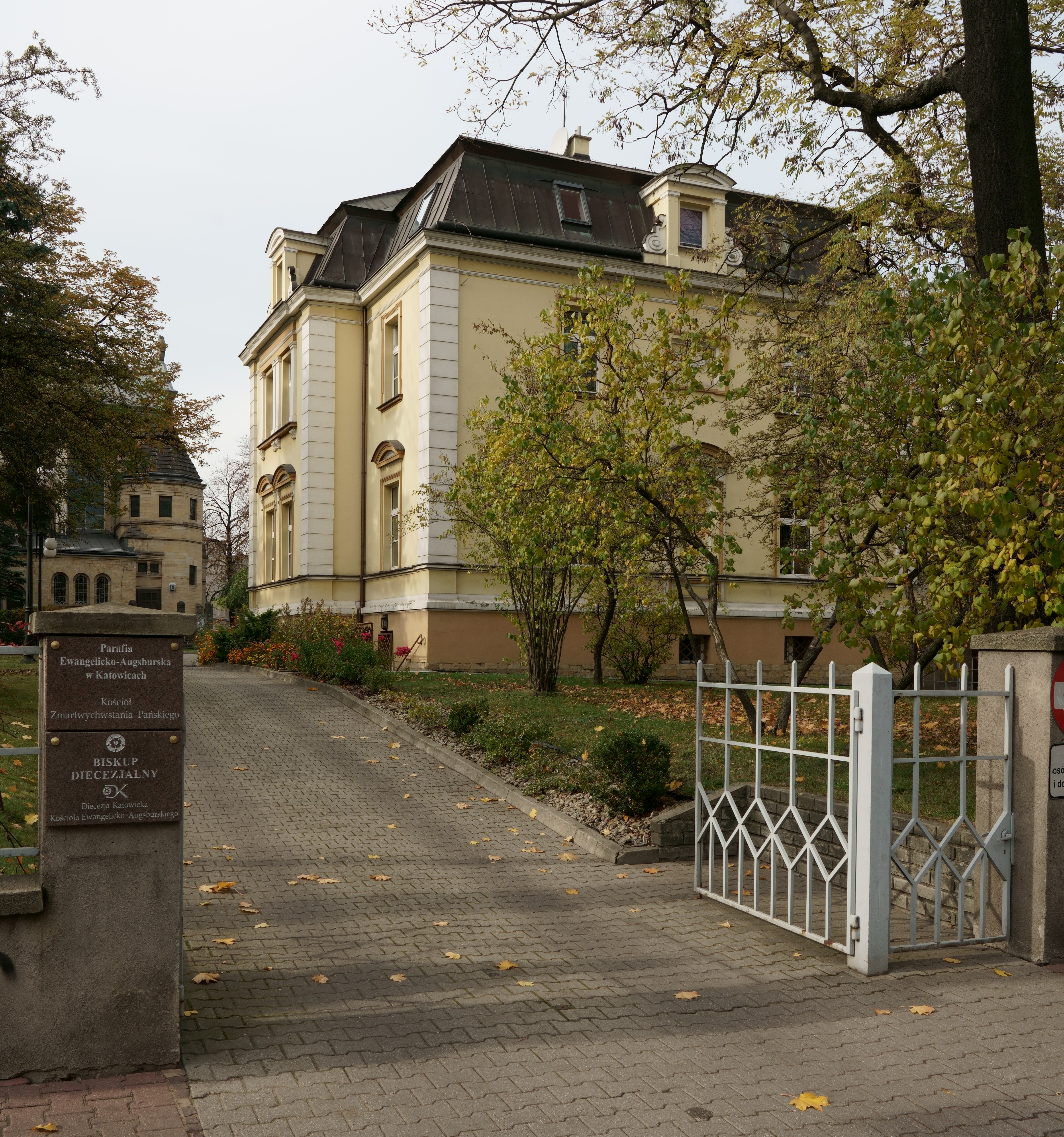
Budynek plebanii ewangelickiej od strony ulicy Bankowej (2022)

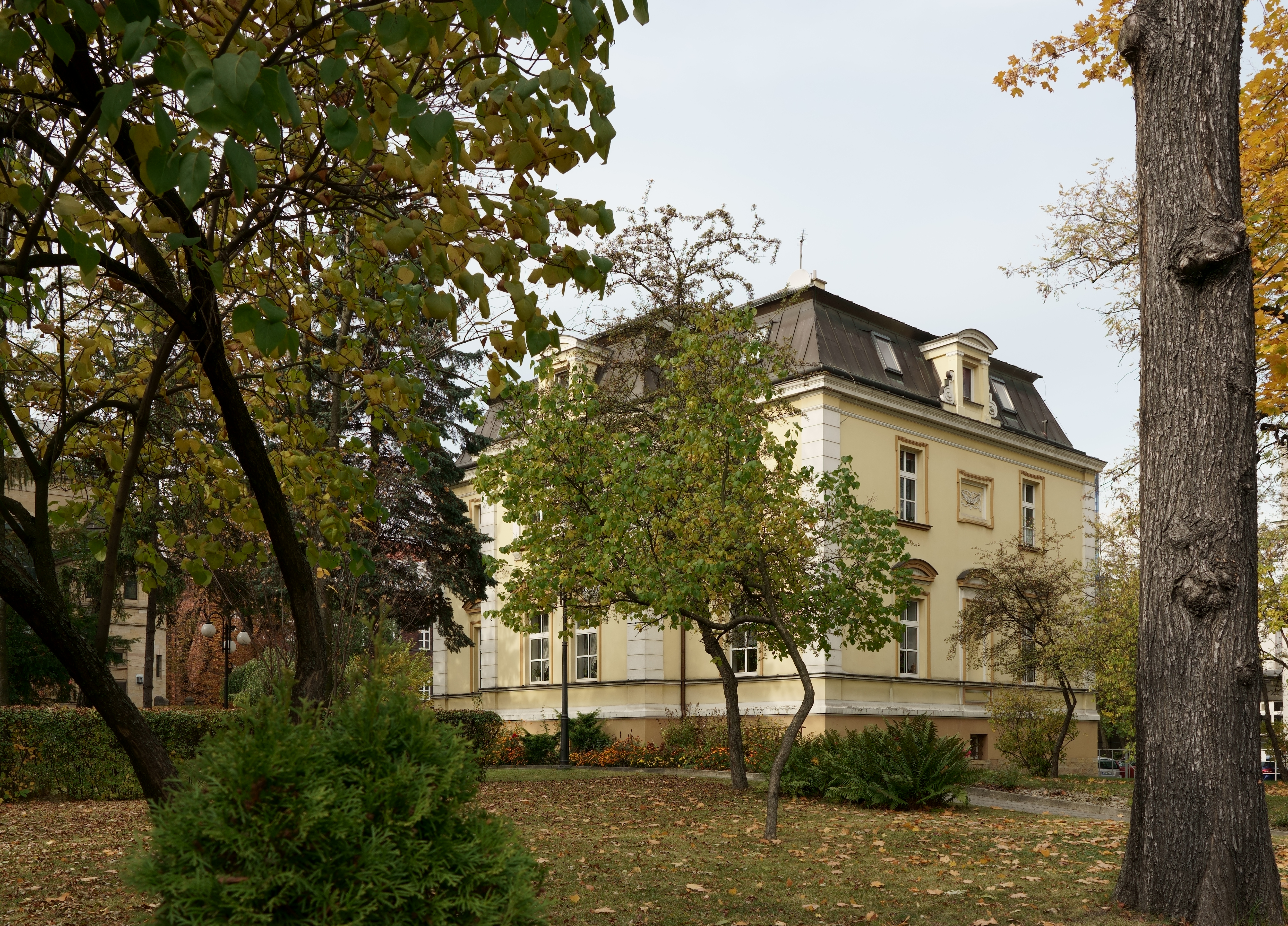
Budynek plebanii ewangelickiej od strony południowo-wschodniej (2022)

Budynek plebanii parafii Ewangelicko-Augsburskiej w Katowicach położony jest przy ulicy Warszawskiej 18, na terenie dzielnicy Śródmieście. Jest to budynek w typie willi, usytuowany na terenie parafii, na północny-wschód od kościoła parafialnego i jest cofnięty od linii zabudowy ulic Warszawskiej i Bankowej. Otoczony jest od wschodu, południa i zachodu ogrodem.
Jest to budynek murowany z cegły ceramicznej, obłożony tynkiem i piaskowcem, z dachem mansardowym pokrytym blachą cynkową. Wzniesiony jest na rzucie nieregularnym i niesymetrycznym, z czego główna część na rzucie zbliżonym do prostokąta, ze skrzydłem od północnego-zachodu, ryzalitami w elewacjach północnej i południowej oraz gankami wejściowymi w elewacjach zachodniej i północnej. Posiada dwie kondygnacje, podpiwniczenie i częściowo użytkowe poddasze.
Architektonicznie reprezentuje cechy stylów historyzmu i modernizmu. Nie jest znany autor projektu. Fasada plebanii (południowa elewacja) jest zasadniczo czteroosiowa, z czego osie 2. i 3. ujęte zostały w ryzalit. Cokół obłożony został ciosami piaskowca, zwieńczony gzymsem cokołowym. Powyżej niego narożniki elewacji zostały zaakcentowane boniowanymi lizenami. Fasadę wieńczy profilowany gzyms koronujący. Na wysokości dachu ryzalitu znajduje się facjatka. 
Elewacja wschodnia jest prawie symetryczna, zasadniczo trzyosiowa. Od strony północnej znajduje się cofnięty w stosunku do elewacji ryzalit z wejściem bocznym. Elewacja północna jest niesymetryczna, kształtowana schodkowo, z czego każdy z uskoków jest jednoosiowy. 
Elewacja zachodnia jest niesymetryczna i artykułowana tak samo jak fasada. Po lewej stronie znajduje się trójosiowe skrzydło, a po prawej dwuosiowy, lekko cofnięty korpus. Na południe od osi 3. rozciąga się ganek wejściowy pod portykiem wspartym na kwadratowych słupach z głowicami impostowymi, a na nim taras z murowanymi słupkami balustrady z kratą o secesyjnych motywach roślinnych. W osi 5. na dachu znajduje się facjata, analogiczna jak na fasadzie.
Układ wnętrz budynku jest dośrodkowy – pokoje usytuowane są wokół centralnego, kwadratowego holu. Na parterze znajdują się pomieszczenia reprezentacyjne (w skrzydle) i pomieszczenia recepcyjne, natomiast w piwnicy i na strychu pomieszczenia służące intensyfikacji życia religijnego i parafialnego.
Budynek plebanii jest nie tylko siedzibą parafii ewangelickiej w Katowicach, ale także diecezji katowickiej oraz miejscem zebrań synodów diecezjalnych.
Plebania wpisana jest wraz z kościołem Zmartwychwstania Pańskiego do rejestru zabytków nieruchomych pod nr. A/527/2019. Wpisana jest także do gminnej ewidencji zabytków miasta Katowice.